# 莫尼托斯
莫尼托斯是哥倫比亞的城鎮，位於該國西北部，由科爾多瓦省負責管轄，距離首府蒙特里亞78公里，始建於1740年，面積180平方公里，海拔高度5米，2005年人口23,653。

## 外部連結
- （西班牙文） Gobernacion de Cordoba - Moñitos[]

9°15′01″N 76°07′57″W / 9.25028°N 76.1325°W